# Dangjin
Dangjin est une ville de la province du Chungcheong du Sud, en Corée du Sud. Anciennement classée en tant que district (gun), elle a obtenu le statut de ville (si) le 1er janvier 2012.

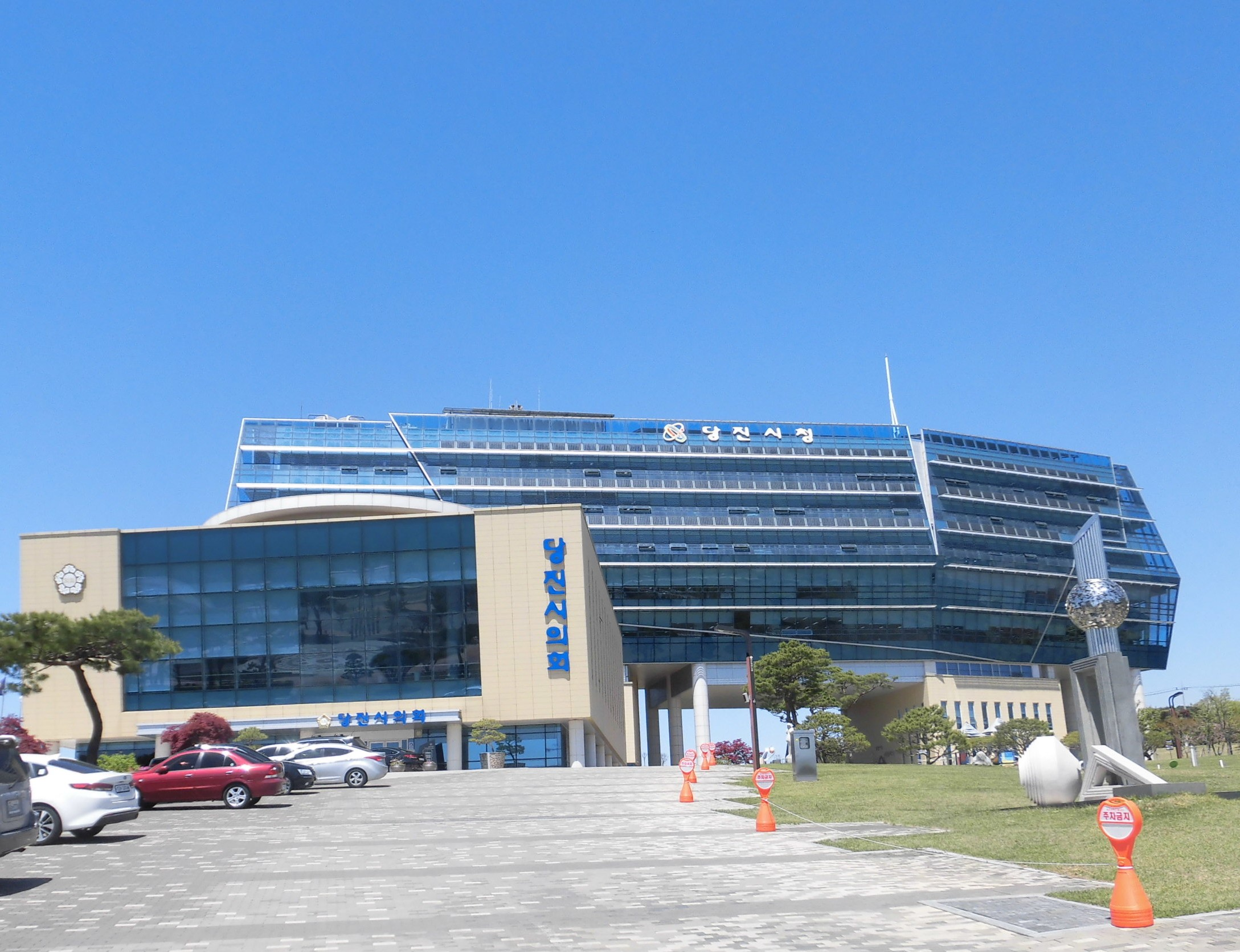
Hôtel de ville de Dangjin à Dangjin, Chungcheongnam-do